# FC Politehnica Timişoara
El FC Politehnica Timişoara fou un club de futbol romanès de la ciutat de Timişoara.

## Història
El club fou fundat el 1921 pel rector de la universitat politècnica, Trajan Lalescu, i un grup de joves estudiants, essent pioner dels clubs d'estudiants. L'any 1948 ascendí per primer cop a la primera divisió romanesa. Els seus majors èxits foren dues Copes els anys 1958 contra el Progresul Bucureşti, i el 1980 enfront Steaua Bucureşti.
A primers dels 90 el club se separà de la Universitat Politècnica de Timisoara, esdevenint un club professional privat. El seu propietari, l'italià Claudio Zambon, decidí moure el club fora de Timişoara, cap als afores de Bucarest, l'any 2001. Aquest any, un antic jugador de l'AEK Atenes, Anton Doboş, traslladà el seu club, el FC Rocar Fulgerul Bragadiru a Bucarest i el remonbrà FC AEK Bucaresti. El 2003 es traslladà a Timisoara i es reanomenà FC Politehnica AEK i el 2004 FC Universitatea Politehnica Timisoara.

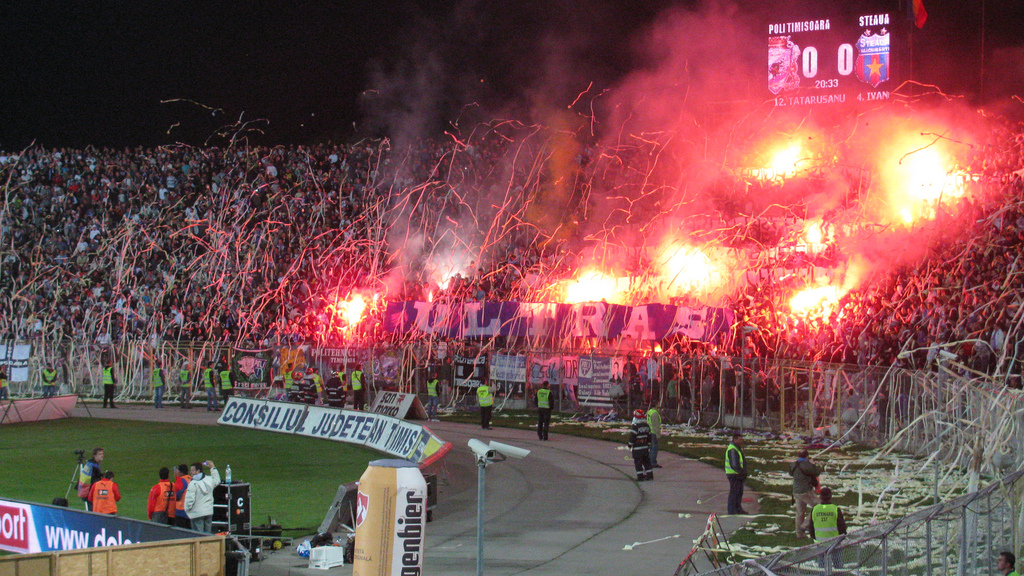
Seguidors del Poli Timișoara en un partit contra l'Steaua a l'Stadionul Dan Păltinişanu.

Claudio Zambon, propietari del Politehnica Timişoara que s'havia mudat a la capital i que militava en la quarta lliga del país, va demandar el nou club de Timişoara. Zambon va assegurar que els rècords i els colors pertanyien al seu club i que el Politehnica AEK Timişoara no tenia dret a prendre el nom i colors de la Politehnica. El Politehnica AEK Timişoara va argumentar que tenia el dret a usar els colors pel contracte d'associació signat amb els fundadors. No obstant això, la disputa va arribar al Tribunal d'Arbitratge de l'Esport a Lausana que va fallar a favor del Politehnica Timişoara i va obligar el nou equip a utilitzar un altre escut i uns altres colors.
La temporada 2010-11, el Politehnica finalitzà segon a la lliga, quatre punts per sota del campió Otelul Galati. No obstant això, el 31 de maig de 2011, la Federació Romanesa de Futbol va anunciar el descens administratiu del club a Lliga II pels deutes acumulats i la suspensió de participar en la Lliga de Campions 2011-12. Marian Iancu, propietari del club, anuncià la seva intenció de recórrer la sanció per considerar-la abusiva. La temporada 2011-12 van jugar a Segona Divisió amb el nom Politehnica Timişoara, assolint l'ascens a Primera, però novament foren suspesos i descendits a Segona. El setembre del 2012 el club desaparegué.

### Evolució del nom
- 1921: FC Politehnica Timişoara
- 1948: CSU (Clubul Sportiv Universitar) Timişoara
- 1950: Ştiinţa Timişoara
- 1966: FC Politehnica Timişoara
- 2002: Es trasllada a Bucarest

Paral·lelament:
- 1951: FC Rocar Fulgerul Bradigaru
- 2002: FC AEK Bucaresti
- 2003: FC Politehnica AEK Timişoara
- 2004: FC Universitatea Politehnica Timişoara
- 2008: FC Timişoara
- 2011: FC Politehnica Timişoara

## Palmarès
- Copa romanesa de futbol: 1958, 1980

## Colors
Els primers colors del club foren el blanc i el negre, com molts clubs d'estudiants. Canvià el 1950 a blanc i blau, i no fou fins al 1966 quan adoptà els actuals colors blanc i violeta.

## Jugadors destacats
| - Silviu Bălace (2003-2006) - Florin Bătrânu (2003-2006) - Romulus Buia (2002-2004) - Cosmin Contra (2005) - Viorel Moldovan (2005) | - Bănel Nicoliţă (2004) - Ovidiu Petre (2005-2006) - Mihăiţă Pleşan (2006-2007) - Alin Stoica (2006) - Gabriel Torje (2005-2007) | - Jonathan McKain (2005-2007) - Emmanuel Osei (2005-2006) - Ifeanyi Emeghara (2005-2007) - Ersin Mehmedović (2004-2007) |

## Entrenadors destacats
- Ion Ionescu
- Costică Rădulescu
- Basarab Panduru
- Cosmin Olăroiu
- Gheorghe Hagi